# Нарчуг
На́рчуг — река в России, протекает по Вилегодскому району Архангельской области. Является левым притоком реки Виледь (бассейн Северной Двины).

## География
Устье реки находится в 106 км по левому берегу реки Виледь. Длина реки составляет 29 км, площадь водосборного бассейна 231 км². Река Нарчуг получается слиянием рек Хоботный Нарчуг и Чёрный Нарчуг в Вилегодском районе Архангельской области, близ границы с республикой Коми. Жилые населённые пункты на Нарчуге расположены в нижнем течении, рядом с Виледью.

### Населённые пункты
- Овинное
- Клубоковская Выставка
- Клубоковская
- Пригодино

### Притоки
- Хоботный Нарчуг (правый приток)
- Чёрный Нарчуг (левый приток)
- Межевица (правый приток)

## Данные водного реестра
По данным государственного водного реестра России относится к Двинско-Печорскому бассейновому округу, водохозяйственный участок реки — Вычегда от города Сыктывкар и до устья, речной подбассейн реки — Вычегда. Речной бассейн реки — Северная Двина.
Код объекта в государственном водном реестре — 03020200212103000024730.